# Mismatch negativity
Mismatch negavitity (afgekort MMN) is een component van de event-related potential (ERP). De magnetische variant van de MMN heet mismatch field (MMF). Het is een negatieve component die op ongeveer 150-200 ms optreedt als reactie op een infrequente afwijking in een bepaald fysisch kenmerk van een auditieve prikkel (zoals een toon) tegen een achtergrond van steeds herhaalde prikkels. Deze afwijking kan betrekking hebben op toonhoogte, duur of intensiteit. De MMN is het duidelijkst zichtbaar boven de frontocentrale schedel, en komt voort uit de primaire en secundaire gebieden van de gehoorschors. De MMN wordt gezien als een automatische of onbewuste oriëntatie van de hersenen op geluidsprikkels die afwijken van een bepaald neuronaal model. Het neuronaal model is onderdeel van het auditieve sensorische geheugen en wordt gevormd door herhaalde aanbieding van een steeds identieke geluidsprikkel. De MMN kan ook worden opgewekt tijdens de toestand van volledige anesthesie. Hij is ook waarneembaar bij jonge baby's, zelfs al in de moederschoot. De MMN is ontdekt door de Finse onderzoeker Risto Näätänen.